# Seminario de Nobles de Vergara
Real Seminario (Patriótico) de Nobles de Vergara o Bergara, institución educativa superior destinada a educar hijos de nobles, funcionarios del Estado y militares.

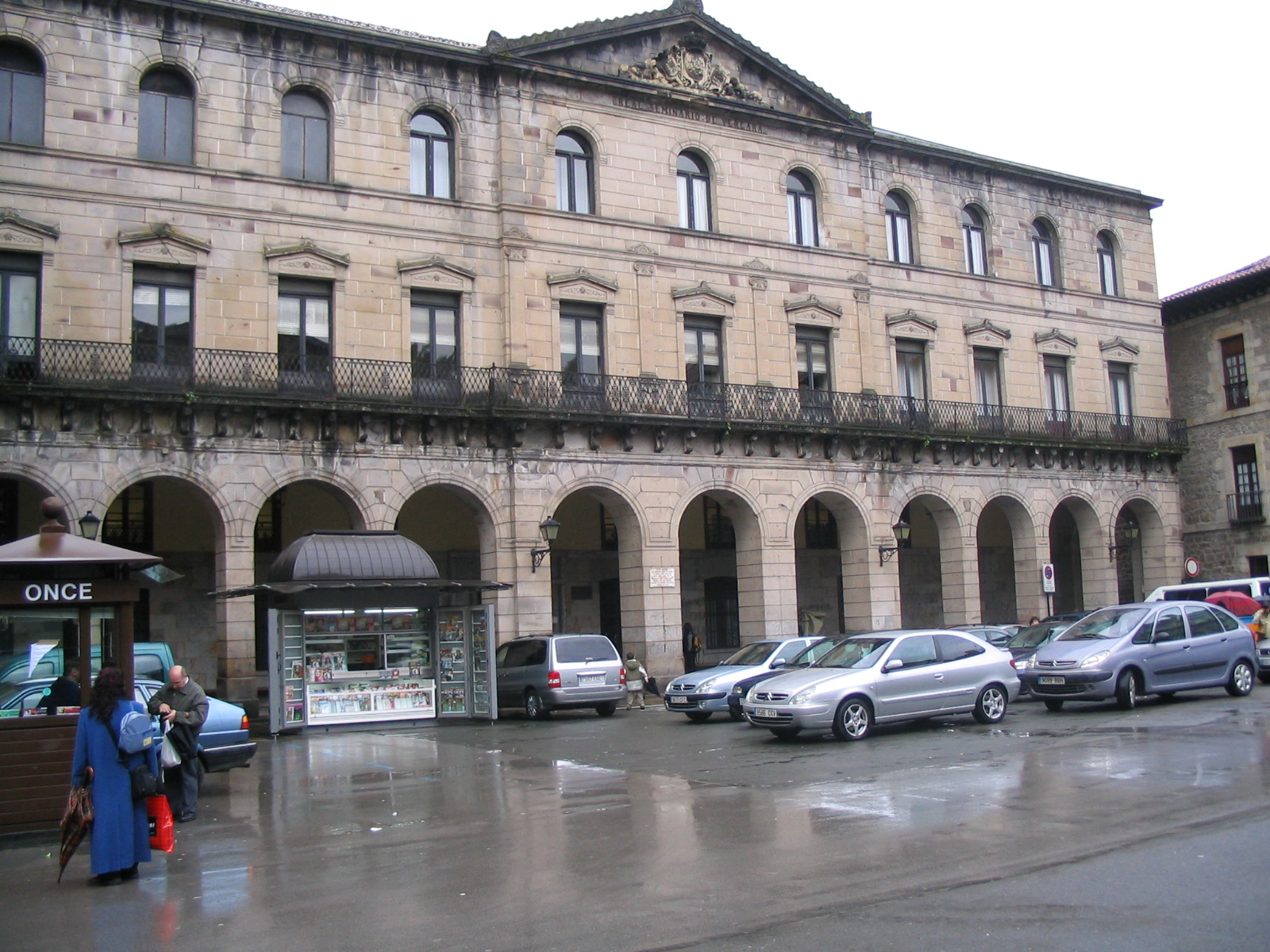
Real Seminario de Bergara

## Historia
Fue obra principalmente de los desvelos de la Real Sociedad Vascongada de Amigos del País. Se instaló en Vergara en 1776, en el recién abandonado colegio de jesuitas de la localidad. Su primer nombre fue Seminario Patriótico de Vergara; más tarde cambió su nombre por Real Seminario de Nobles. 
Durante la Ilustración adquirió un gran prestigio educando no solo a la nobleza vascongada, sino a élites funcionariales, militares e intelectuales del reino, incluyendo numerosos alumnos de Hispanoamérica. 
Su plan de estudios comprendía una primera etapa de «enseñanza general», con el estudio de las primeras letras, latín y lenguas modernas, humanidades, nociones de física experimental e historia natural, matemáticas, dibujo, baile, música, esgrima y equitación. En una segunda etapa, se buscaba impartir enseñanzas modernas que no pudiesen seguirse en otras instituciones, como la universidad o las academias militares. Estas consistirían en comercio, química, mineralogía, metalurgia, arquitectura pública, agricultura y agrimensura, y economía política. En el ramo de química, la mineralogía llegó a tener cátedras y destacó señaladamente; pero éstas fueron las únicas enseñanzas especializadas que la institución pudo llegar a impartir, y así se le debe el descubrimiento del wolframio, por Fausto Elhuyar, y la obtención de acero colado, por el procedimiento de Ignacio de Zavala. 
Ligadas a la historia de esta institución aparecen hombres como Munibe, conde de Peñaflorida, Félix María Samaniego, Valentín de Foronda, Miguel de Lardizábal o los hermanos Fausto Elhuyar y Juan José Elhuyar.
El seminario se cerró en 1930. Hoy en día su edificio acoge la sede de la UNED y el Colegio Aranzadi.